# Theodora (thế kỷ 11)
Theodora (tiếng Hy Lạp: Θεοδώρα, Theodōra; 980 – 31 tháng 8, 1056) là Nữ hoàng Đông La Mã sinh ra trong nhà Makedonia nắm quyền cai trị Đế quốc Đông La Mã suốt gần hai trăm năm. Bà tham chính cùng với chị mình là Zoë được hai tháng vào năm 1042 và nữ hoàng đương vị duy nhất từ ngày 11 tháng 1 năm 1055 đến ngày 31 tháng 8 năm 1056. Theodora là người cuối cùng thuộc dòng Makedonia, và khi bà mất đế chế bước vào thời kỳ suy yếu kéo dài mãi cho đến lúc Alexios I Komnenos lên ngôi vào năm 1081.

## Thiếu thời
Theodora là thứ nữ của Hoàng đế Đông La Mã Konstantinos VIII và Hoàng hậu Helena. Với thân phận là một công chúa bà được coi là ứng cử viên sáng giá phù hợp làm vợ Hoàng đế La Mã Thần thánh Otto III vào năm 996. Tuy vậy, đoàn sứ thần đã phớt lờ Theodora mà quay sang người chị Zoë của bà, vốn được xem cô dâu tiềm năng, nhưng Otto III đột ngột qua đời trước khi cử hành hôn lễ. Kể từ đó trở đi, Theodora và chị mình chỉ sống thui thủi trong góc khuê phòng gynaeceum. Thế nhưng, sau khi hoàng thúc Basileios II qua đời không có con cái nối dõi, và phụ hoàng mất mà chẳng có hoàng nam thừa tự, bà bị ép trở thành tâm điểm của những hoạt động chính trị cung đình. Thông minh và sở hữu tính cách ngoan cường và nghiêm nghị, Theodora từ chối nghe theo lời mai mối với Romanos Argyros mà phụ hoàng đã chọn làm người kế nhiệm, lấy cớ Romanos đã kết hôn – vợ của ông tình nguyện trở thành nữ tu để Romanos dễ bề kết nghĩa thông gia với hoàng tộc. Theodora cũng tuyên bố thêm rằng xét về mối quan hệ huyết thống thì giữa hai người là họ hàng gần nên khó có thể đi đến hôn nhân. Do vậy, Konstantinos VIII đã chọn trưởng nữ Zoë, chị của Theodora, đem gả cho Romanos vào năm 1028.
Khi Romanos ung dung ngồi vào ngôi vị hoàng đế. Theodora thận trọng lui về gynaeceum với sinh hoạt tôn giáo hàng ngày của mình, nhưng điều này không sao tránh khỏi sự ghen tị của Zoë. Bà không bao giờ tha thứ cho cô em gái vì trở thành sự lựa chọn đầu tiên mà phụ hoàng muốn gả cho Romanos, do vậy Zoë đã thuyết phục Romanos bổ nhiệm thuộc hạ của mình làm đội trưởng lính canh nhằm theo dõi nhất cử nhất động của Theodora. Một thời gian ngắn sau đó, Theodora bị triều đình buộc tội có ý đồ tiếm vị với Presian xứ Bulgaria. Dù Presian đã bị chọc mù mắt và tống vào một tu viện hẻo lánh, Theodora vẫn chưa bị triều đình xử phạt, nhưng vào năm 1031 bà lại dính líu vào một âm mưu khác, lần này là với Konstantinos Diogenes, Quan chấp chính thành Sirmium. Theodora bị tình nghi mưu phản và chịu lệnh quản thúc trong tu viện Petrion. Rồi Zoë đến thăm Theodora và bắt phải tiếp nhận Chức Thánh. Bà vẫn ở nơi này trong mười ba năm tiếp theo, trải qua thời kỳ chấp chính của Zoë và Romanos III và sau là Mikhael IV.

## Thời kỳ đồng trị vì

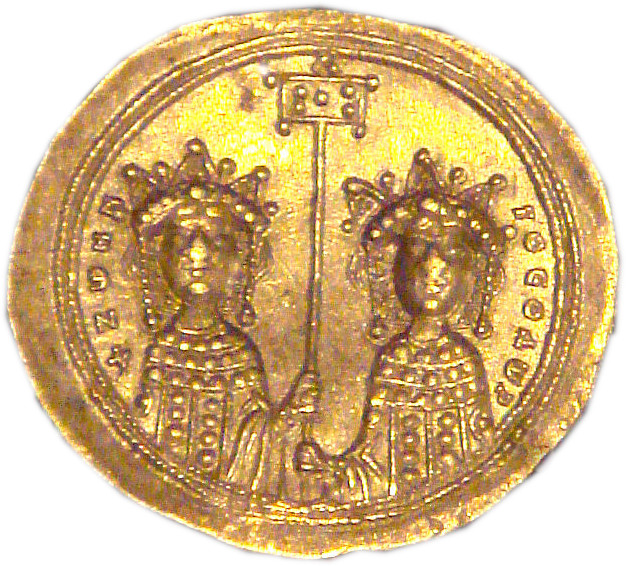
Đồng Histamenon của Zoë và Theodora, năm 1042

Ngày 10 tháng 12 năm 1041 Mikhael IV băng hà. Zoë nghe theo kiến nghị của Ioannes Orphanotrophos đã nhận nuôi cháu của Mikhael và đưa lên ngôi hoàng đế hiệu là Mikhael V. Dù hứa là sẽ tôn trọng Zoë, ông kịp thời tống bà đến một tu viện trên đảo Principus (thuộc quần đảo Hoàng Tử) với tội danh mưu sát vua. Cách đối xử của người thừa kế hợp pháp nhà Makedonia đã gây ra một cuộc bạo động của dân chúng ở kinh thành Constantinopolis, và vào ngày 19 tháng 4 năm 1042, nhân dân kinh đô đã truất ngôi Mikhael V qua sự kích động của Zoë và Theodora. Vị phế đế tuyệt vọng giữ lại ngai vàng của mình, lúc đầu ông vội sai người đưa Zoë từ đảo Hoàng Tử ra diện kiến thần dân, nhưng lời yêu cầu để ông tiếp tục cai trị cùng bà đã bị từ chối. Những thành viên chủ chốt trong triều nghị bàn về việc Zoë quá nhẹ dạ nên cần có một người đồng cai trị và họ quyết định chọn Theodora. Một phái đoàn do patrikios Konstantinos Cabasilas dẫn đầu đã tới tu viện ở Petrion để thuyết phục Theodora trở thành đồng nữ hoàng cùng với chị gái của mình. Theodora từ chối lời cầu xin của họ và chạy đến ẩn náu tại nhà nguyện của tu viện. Konstantinos và đoàn tùy tùng của ông vội đuổi theo Theodora, kéo bà ra ngoài và khoác bộ hoàng bào thay cho y phục tu hành. Tại một cuộc họp ở Nhà thờ Hagia Sophia, quần thần hộ tống Theodora đang nổi cơn thịnh nộ rời khỏi Petrion và đưa lên ngôi Nữ hoàng cùng với Zoë. Sau buổi lễ đăng quang của Theodora, đám đông xông vào cung điện cung điện, buộc Mikhael V phải thay đổi y phục trốn sang một tu viện lánh nạn.
Zoë lập tức lên nắm quyền và ép Theodora quay trở lại tu viện, nhưng cả Viện Nguyên lão và dân chúng đều lên tiếng đòi hai người tham chính. Hành động đầu tiên của Theodora trong cương vị mới là kêu gọi chị mình không nên thỏa thuận với Mikhael V. Zoë quá yếu đuối và dễ bị thao túng muốn tha thứ và trả tự do cho Mikhael trái lại Theodora thì cương nghị và cứng rắn. Lúc đầu bà đảm bảo tính mạng của Mikhael sẽ được an toàn trước khi ra lệnh chọc mù mắt và đẩy ông vào tu viện làm tu sĩ suốt phần đời còn lại. Khi đã giải quyết xong chuyện Mikhael V, Theodora từ chối rời khỏi Nhà thờ Hagia Sophia cho đến khi nhận được tin từ Zoë, 24 giờ sau Theodora làm lễ đăng quang. Trên danh nghĩa, Theodora chỉ là Nữ hoàng có thứ bậc thấp hơn chị mình nên ngôi vị của bà còn phải phụ thuộc vào Zoë mỗi lần thiết triều. Cả hai chị em về sau đều nắm quyền bính của đế quốc, tập trung kiềm chế việc buôn bán chức tước và thực thi công lý. Dù Mikhael Psellos coi thời kỳ chấp chính của hai nữ hoàng là một thất bại hoàn toàn, sử gia Ioannes Skylitzes trái lại cho rằng họ rất tận tâm trong việc chấn chỉnh sự lạm quyền từ các đời vua trước.
Mặc dù Theodora và Zoë xuất hiện cùng nhau tại các cuộc họp của Viện Nguyên lão hay khi tiếp kiến quần thần, điều này chứng tỏ rằng triều đại đồng trị vì của họ không kéo dài được bao lâu. Zoë vẫn còn ghen ghét đố kị với Theodora và chẳng màng gì đến chính sự, nhưng bà không cho phép Theodora độc chiếm quyền hành. Triều đình sớm phân chia bè phái với những thế lực ngầm hình thành sau lưng mỗi người. Sau hai tháng mâu thuẫn dâng lên, Zoë quyết định tìm kiếm một người chồng mới—là lần thứ ba và cũng là lần cuối cùng bà được phép dựa theo các quy định của Giáo hội Chính Thống giáo—như vậy không cho Theodora có cơ hội gia tăng ảnh hưởng, bắt nguồn từ tài năng trị quốc bẩm sinh của mình. Trải qua nhiều mối tình, sau cùng Zoë mới kết hôn với Konstantinos Monomachos. Cặp đôi kết hôn vào ngày 11 tháng 6 năm 1042, mà không có sự tham dự của Thượng phụ Alexios I thành Constantinopolis. Ngày hôm sau Konstantinos chính thức lên ngôi hoàng đế cùng với Zoë và Theodora phụ chính. Dù bề ngoài Theodora và Zoë vẫn được công nhận với tư cách là những nữ hoàng đế và Theodora tiếp tục xuất đầu lộ diện tại các buổi lễ chính thức, mọi quyền hành đều được giao phó cho người em rể. Tuy vậy, bà vẫn còn có thể gây một số ảnh hưởng lên triều đình, như được minh chứng qua lệnh bắt giữ và chọc mù mắt Ioannes Orphanotrophos, viên quyền thần từng phụng sự các triều vua Romanos III, Mikhael IV và Mikhael V, và có một thời sống lưu vong sau khi phế truất Mikhael V.
Trái với những gì Zoë mong đợi từ khi Konstantinos quyết định mang theo ý chung nhân Maria Skleraina. Không hài lòng về việc nhập cung, ông khăng khăng đòi được phép công khai mối tình của mình và trao cho Skleraina một chút danh phận chính thức. Điều đáng ngạc nhiên ở chỗ Zoë lúc này đã 64 tuổi không phản đối chung chăn gối và vị thế với Skleraina. Hai nữ hoàng đã ban cho Skleraina tước hiệu sebaste và địa vị chỉ đứng sau Zoë và Theodora, được gọi là despoina, tình nhân hay nữ hoàng, giống như họ và chỉ xếp thứ yếu trong những buổi rước kiệu và nghi lễ chính thức. Thế nhưng, ân sủng nồng hậu dành cho tình nhân của Konstantinos IX đã gây nên tiếng xấu trong mắt dư luận, và cuối cùng bắt đầu lan truyền những tin đồn rằng Skleraina đang định mưu sát Zoë và Theodora. Điều này đã khiến cư dân thành Constantinopolis phẫn nộ và dấy loạn vào năm 1044, gây nguy hại thực sự đến tính mạng của Konstantinos đang tham dự một đám rước tôn giáo dọc theo đường phố Constantinopolis. Đám đông chỉ dịu lại chỉ khi Zoë và Theodora xuất hiện trên ban công cung điện, trấn an thần dân rằng họ chưa gặp bất kỳ nguy cơ ám sát nào cả.

## Nắm quyền trở lại

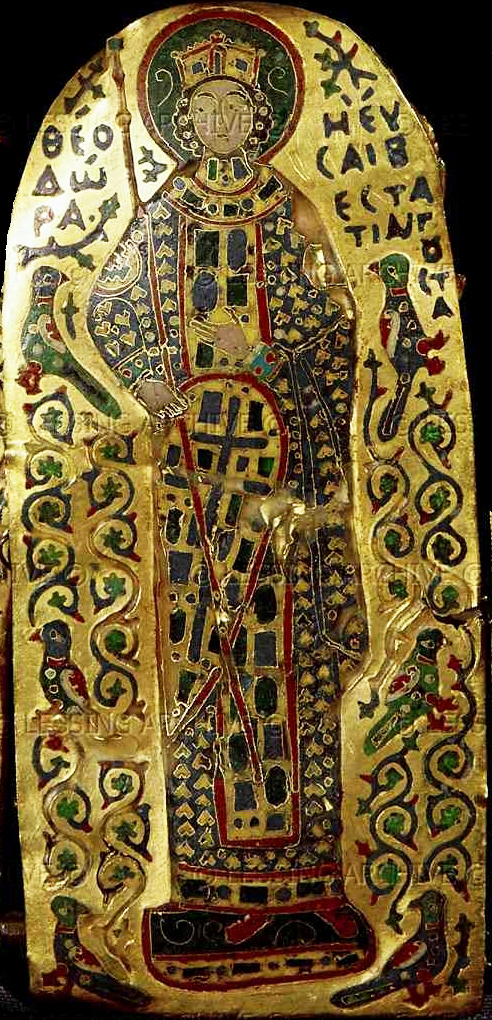
Chân dung Nữ hoàng Theodora trên Vương miện Monomachos

Nữ hoàng Zoë mất vào năm 1050 và Konstantinos IX qua đời vào ngày 11 tháng 1 năm 1055. Khi Konstantinos sắp sửa lâm chung, ông được đám triều thần, chủ yếu là logothetes tou dromou Ioannes, thuyết phục bỏ qua quyền lợi của Theodora và trao ngôi vua cho doux (Công tước) xứ Bulgaria, Nikephoros Proteuon. Thế nhưng, kế hoạch của họ đã bị Theodora phát giác và ra tay trước, bất chấp nữ hoàng đang độ tuổi thất tuần, bà vẫn ngấm ngầm đòi lại quyền trị quốc vốn dĩ thuộc về mình. Trước tiên, Theodora rời khỏi chốn ẩn cư trong tu viện, triệu tập Viện Nguyên lão rồi đường đường chính chính lên ngôi "hoàng đế" với sự ủng hộ của cấm vệ quân ngay trước khi Konstantinos băng hà. Vừa yên vị được ít lâu, Nữ hoàng quyết định mở một cuộc thanh trừng các quan chức cấp cao và lãnh đạo các đơn vị quân đội châu Âu bị tố cáo phản nghịch. Tagmata phía Tây Nikephoros Bryennios lộ rõ dã tâm xưng đế cũng bị cách chức và lưu đày theo lệnh của Theodora, sau đó bà tịch thu tài sản và xua đuổi đồng đảng của ông này.
Thời kỳ trị vì thứ hai của bà tiếp nối những gì bỏ sót lúc đầu. Bằng tài trị quốc vững vàng của mình, bà ra sức kiểm soát giới quý tộc ngang bướng và kiểm tra nhiều vụ nhũng nhiễu dân chúng. Tuy vậy nữ hoàng cũng gây tổn hại đến thanh danh của mình qua cách nghiêm trị những kẻ thù riêng và dung túng hành vi tác oai tác quái của đám hầu cận với nhóm cố vấn, bao gồm cả viên quyền thần Leon Paraspondylos. Phe cánh Leon Paraspondylos chỉ quan tâm đến việc duy trì quyền kiểm soát triều đình nhân danh vị nữ hoàng già nua, trong khi Thượng phụ Mikhael Keroularios lại chú trọng đến vấn đề kế vị với chủ trương nữ hoàng nên kết hôn mới có thể đảm bảo ngai vàng được lâu bền dù bà một mực từ chối. Mọi chức vụ văn quan võ tướng trong triều đều do các thái giám hầu cận đảm nhiệm, ngay cả vị tướng tài năng như Isaac Komnenos còn bị thay thế bằng viên quan có chức vụ nhỏ hơn. Nhằm quyết tâm tập trung càng nhiều quyền lực trong tay càng tốt, đích thân Theodora ngồi vào ghế chủ toạ trong Viện Nguyên lão và lắng nghe kháng cáo y như một vị thẩm phán tối cao trong các vụ án dân sự. Việc bà tự ý bổ nhiệm các linh mục đã làm phật lòng Thượng phụ Mikhael Keroularios, vì ông coi đó là chức trách của nam giới không phải dành cho phụ nữ.
Theodora dần dần trở nên ốm yếu vì mắc chứng rối loạn đường ruột vào cuối tháng 8 năm 1056 và qua đời vài ngày sau đó, ngày 31 tháng 8 năm 1056, hưởng thọ 76 tuổi. Do không có con cái và là thành viên cuối cùng của dòng tộc Makedonia, nữ hoàng đã chọn viên sủng thần của mình, vốn là cựu đại thần tài chính quân vụ Mikhael Bringas làm người nối dõi theo lời khuyên của trọng thần Leon Paraspondylos. Hy vọng phục hồi phần nào thể trạng của mình, Theodora đã bắt người kế nhiệm thề rằng ông ta sẽ luôn luôn vâng lời bà trong khi bà vẫn còn sống. Cuối cùng Mikhael chẳng phải chờ đợi lâu bởi lẽ Theodora chỉ còn thoi thóp được độ một vài giờ sau khi chỉ định ông làm hoàng đế. Về mặt huyết thống Mikhael VI chẳng có liên hệ gì đến nhà Makedonia đã trị vì đế quốc Đông La Mã suốt 189 năm, do vậy mà ông không được lòng người, gây ra hàng loạt các cuộc xung đột tranh giành ngôi vị giữa các thế gia đại tộc kéo dài từ năm 1056 cho đến khi nhà Komnenos kiến lập vào năm 1081.

### Tư liệu chính
- Mikhael Psellos, Chronographia.

### Tư liệu phụ
- Norwich, John Julius (1993), Byzantium: The Apogee, Penguin, ISBN 0-14-011448-3
- Kazhdan, Alexander, biên tập (1991), Oxford Dictionary of Byzantium, Oxford University Press, ISBN 978-0-19-504652-6
- Garland, Linda (1999), Byzantine Empresses: Women and Power in Byzantium AD 527–1204, Routledge, ISBN 978-0-415-14688-3
- Canduci, Alexander (2010), Triumph & Tragedy: The Rise and Fall of Rome's Immortal Emperors, Pier 9, ISBN 978-1-74196-598-8
- Treadgold, Warren T. (1997), A History of the Byzantine State and Society, Stanford, CA: Stanford University Press, ISBN 978-0-8047-2630-6
- George Finlay, History of the Byzantine Empire from 716 – 1057, William Blackwood & Sons, 1853
- Chisholm, Hugh, biên tập (1911). "Theodora (daughter of Constantine VIII.)" . Encyclopædia Britannica. Quyển 26 (ấn bản thứ 11). Cambridge University Press.